# Muellerina ohmerti
Muellerina ohmerti är en kräftdjursart som beskrevs av Hazel 1983. Muellerina ohmerti ingår i släktet Muellerina och familjen Hemicytheridae. Inga underarter finns listade i Catalogue of Life.